# 中部経済新聞
中部経済新聞（ちゅうぶけいざいしんぶん、THE MID-JAPAN ECONOMIST）は、中部経済新聞社が発行する朝刊専売の経済新聞。1946年（昭和21年）11月1日に創刊。

## 概要
タイトルが示すとおり、愛知県を中心とした東海四県の経済情報を中心に掲載している。ホームページでは「全国唯一のブロック経済紙」と称している。当社の大株主でもあるトヨタ自動車およびトヨタグループ各社、中部電力グループ（JERAを含む）に関係する情報も詳しく取材・報道する。
主要な地方朝刊紙の中では珍しく、毎週日曜日（新聞協会制定の休刊日（原則第2日曜）と重なる場合は日・月の2日間）が休刊日となっている。
宅配地域は愛知・岐阜・三重の三県と静岡県浜松市および湖西市。月極め価格は消費税等込みで3,950円。宅配は中日新聞の販売店が行っている。発行部数は公称94,700部。

## 歴史
本紙は、名古屋タイムズと同じく中部日本新聞（現・中日新聞）の傍系紙として立ち上げられた。このため本社は当初、名古屋市中区御幸本町通（現・丸の内3丁目）の中日新聞本社に同居していたが、1949年（昭和24年）に中村区泥江町（現・名駅4丁目）に「中部経済会館」を建てて独立。昭和20年代後半には既に高い独自性を発揮していた。
1962年（昭和37年）、中部経済会館を増築する形で『中経ビル』が完成。1970年（昭和45年）頃に中日新聞の傘下を外れる。
2006年（平成18年）より題字が横書きとなっていたが、2013年（平成25年）に題紋つきの縦書きに戻った。ただし2006年（平成18年）までの版よりは大きい。
2016年（平成28年）11月1日付の朝刊紙面で、人工知能（AI）に書かせた記事が掲載されて話題になった。創刊70周年を記念した取り組みで、創刊時のエピソードから現在に至るまでの道のりなどを、1行当たり21文字で32行の記事に仕立てた。「瓦嘩の山がうず高く残る名古屋市内で創刊いたしました」と終戦直後の70年前を振り返り、創刊号の感激は「“筆舌に尽くしがたい”言葉どおりであった」と紹介。「瓦礫（がれき）」を「瓦嘩」とするなどの誤字や、拙い表現もあえてそのまま載せた。記事の作成は、IT関連企業「データセクション」（東京）などと連携した。中部経済新聞の歴史を中心とする記事から数万本の文章をコンピューターに学習させ、「戦後」や「創刊」といったキーワードを設定。試行錯誤を重ね、書き始めから約2週間で掲載用の記事を完成させたという。中部経済新聞の担当者は「記者の負担軽減などAIの可能性や進化を感じた」としている。

## 番組表
番組表はNHK総合、教育（Eテレ）、CBCテレビ、東海テレビ、テレビ愛知、メ〜テレ、中京テレビをハーフサイズ（他の新聞のラジオ欄と同等のサイズ）で掲載。三重テレビとぎふチャン（岐阜放送）はクォーターサイズで掲載されている。過去はNHKと在名局はフルサイズで掲載されており、ラジオ欄も掲載されていた。番組表は中日新聞社が製作したものを掲載している。